# Scott Hall
Scott Oliver Hall (20. října 1958 – 14. března 2022) byl americký profesionální zápasník. Nejvíce se proslavil působením ve společnostech World Championship Wrestling (WCW) a později ve World Wrestling Federation (WWF, nyní WWE), a to pod jménem Razor Ramon.
Narodil se v St. Mary's County v Marylandu a svou kariéru zahájil v roce 1984. V květnu roku 1992 podepsal smlouvu s WWF a zvolil si jméno Razor Ramon. Vyhrál zde čtyřikrát WWF Intercontinental Championship, avšak v roce 1996 ze společnosti odešel a podepsal v konkurenční společnosti WCW. Po čase zde spolu s Hulkem Hoganem a Kevinem Nashem založili wrestlingovou  frakci New World Order (nWo). Ve společnosti následně dvakrát získal WCW United States Heavyweight Championship a poté WCW World Tag Team Championship. V únoru roku 2000 odešel a v roce 2002 se na krátkou dobu vrátil do WWF.
Zbytek své kariéry strávil zápasením v různých společnostech, a to třeba Extreme Championship Wrestling (ECW), New Japan Pro-Wrestling (NJPW) a Total Nonstop Action Wrestling (TNA). V roce 2014 byl uveden do síně slávy WWE, a v roce 2020 jako člen nWo.

## Smrt
V březnu roku 2022 byl hospitalizován po pádu a zlomenině kyčle. Na podlaze ležel několik dní, než ho objevil jeho přítel Diamond Dallas Page, který ho odvezl do nemocnice. Podstoupil operaci náhrady kyčelního kloubu, ale následně došlo k uvolnění krevní sraženiny, což mělo za následek tři infarkty, po kterých mu byla v nemocnici WellStar Kennestone v Mariettě nasazena podpora života. Ta mu byla odebrána 14. března 2022 poté, co jeho rodina odcestovala do nemocnice, aby mu byla v posledních chvílích nablízku. Zemřel asi o 5 hodin později ve věku 63 let. WWE oznámila jeho smrt téhož dne během show Raw, zde uctili i jeho památku.

## Úspěchy
- Total Nonstop Action Wrestling
  - TNA World Tag Team Championship (1x) – s Kevinem Nashem a Ericem Youngem
- World Championship Wrestling
  - WCW World Television Championship (1x)
  - WCW United States Heavyweight Championship (2x)
  - WCW World Tag Team Championship (7x) – s Kevinem Nashem (6) a Big Showem (1)
- World Wrestling Federation/WWE
  - WWF Intercontinental Championship (4x)
  - Síň slávy WWE (2x)
  - Slammy Award (2x)